# Exephanes ischioxanthus
Exephanes ischioxanthus là một loài tò vò trong họ Ichneumonidae.